# Neal et Sylvester
Neal et Sylvester est le neuvième tome de la série de bande dessinée Jonathan. 
À chaque album de la série est associée une liste de musiques d'ambiance. Pour ce tome : 
- Mike Oldfield : QE2
- Terje Rypdal : After the Rain

## Personnages
- Jonathan : depuis sept ans au Népal. Il tient un carnet où il consigne son emploi du temps et ses impressions. Il vient de passer deux mois à Phugra. Le début de la mousson le pousse vers la plaine.
- Neal : adolescent, il voyage sac au dos en compagnie d'un frère imaginaire, Sylvester. Il est à la recherche de son père, artiste américain, déclaré mort mais qu'il pense toujours vivant.
- Slivno : père de Neal. Artiste, il n'a pas supporté la célébrité aux États-Unis. Il est parti en Inde pour se ressourcer, essayer de retrouver l'inspiration. Un corps portant ses papiers a été découvert au fond d'un précipice. Sa femme et son fils sont partis en Inde, signer des papiers. Ils logent à Katmandou

## Résumé
Début de la mousson, Jonathan prend le chemin de la plaine. Il croise un chien à poil blanc qui tient dans sa gueule un foulard jaune puis un jeune garçon. Neal parle seul devant une carte, dit être à la recherche du yeti... Ils font route ensemble. Durant la nuit, Neal part fouiller la montagne. Une nouvelle fois, alors qu'il s'est perdu, Jonathan lui vient en aide. Neal fini par lui raconter l'histoire de son père : artiste américain parti se ressourcer dans l'Himalaya. Un corps portant ses papiers a été découvert dans la montagne. Mais, Neal ne croit pas à cette disparition. Arrivé en Inde, Neal a reconnu Sylvester, le frère imaginaire, l'ami de ses cinq ans. Lui aussi le pousse à retrouver son père.
Neal, le chien et Jonathan reprennent leur route. Ils croisent des trekkeurs qui leur signalent avoir vu une chose incroyable : une longue forme jaune, un trait dans la montagne. Neal reconnaît là, la dernière œuvre de son père. Jonathan se souvient de sa première rencontre avec le chien, le tissu jaune. Ils suivent le chien, retrouvent l'abri du père et un passage de son journal de bord. Ses « collaborateurs » lui ont volé argent et papiers et ont disparu. Avec le chien pour compagnon, il s'est acharné à finir sa grande œuvre. Sur une ébauche de Slivno, Jonathan reconnaît le Namchatse. Sur place, il trouve des traces qui les dirigent vers La Ligne Jaune. Un point rouge attire leur attention : Slivno est bloqué sur un pont de neige. Ils sont bientôt tous réunis, sauf Sylvester qui n'est pourtant pas pour rien dans ces retrouvailles.